# Del vento tra i rami del Sassofrasso
Del vento tra i rami del sassofrasso è un film per la televisione del 1967 del regista Sandro Bolchi, tratto dall'omonima commedia di René de Obaldia.
Gli interpreti sono Gino Cervi, Elsa Merlini, Raffaella Carrà, Ferruccio De Ceresa.

## Trama
Rockfeller è un uomo duro e resistente, che ha trascorso la sua vita a fare il cowboy nel Far West, sempre senza paura e senza rimorsi. È il capo di una grande famiglia, che guida con autorità, parole taglienti e un temperamento passionale. Nel paese, Rockfeller si confronta con un medico alcolizzato, una moglie saggia, una ragazza dal cuore generoso e uno sceriffo che si fa giustizia da solo.